# Nhạc Lạc
Nhạc Nhạc (tiếng Mãn: ᠶᠣᠯᠣ, chuyển tả: Yolo, giản thể: 岳乐; phồn thể: 岳樂, 16 tháng 10 năm 1625 – 15 tháng 3 năm 1689), hay Nhạc Lạc (岳洛) là một Thân vương thời kỳ đầu nhà Thanh trong lịch sử Trung Quốc. Ông góp công rất lớn trong việc ổn định và phát triển nhà Thanh sau khi nhập quan, lại là một danh tướng lập nhiều chiến công thời Thuận Trị và Khang Hi.

## Cuộc đời
Nhạc Lạc sinh vào giờ Ngọ, ngày 19 tháng 9 (âm lịch), năm Thiên Mệnh thứ 10 (1625), trong gia tộc Ái Tân Giác La. Ông là con trai thứ tư của Nhiêu Dư Quận vương A Ba Thái, và là cháu nội của Thanh Thái Tổ Nỗ Nhĩ Cáp Xích. Mẹ ông là Đích Phúc tấn Nạp Lạt thị.

### Thời Thuận Trị
Từ sớm ông được sơ phong làm Phụng ân Trấn quốc công. Năm Thuận Trị thứ 3 (1646), ông theo Túc Thân vương Hào Cách đem quân chinh phạt Trương Hiến Trung đang chiếm đóng ở Tứ Xuyên. Ông có công suất quân chém đầu Đại Tây vương Trương Hiến Trung. Ba năm sau, ông được tấn phong tước Bối lặc. Năm 1651, ông được phong làm Đa La An Quận vương (多罗安郡王) chưởng quan công việc của Công bộ và trở thành một Nghị chính Vương Đại thần. Năm Thuận Trị thứ 10 (1653), ông được phong làm Tuyên Uy Đại tướng quân, đem quân đồn trú ở Quy Hóa thành, thảo phạt đất Khách Nhĩ Khách bộ Thổ Tạ Đồ Hãn, Xa Thần Hãn, cuối cùng Khách Nhĩ Khách đầu hàng, chấp nhận cống nạp; ông khải hoàn trở về. Năm 1655, ông nhậm chức Tả Tông chính, chưởng quản sự vụ của Tông Nhân phủ. Hai năm sau, ông được tấn phong làm Hòa Thạc An Thân vương.
Ông là một trong những người đi đầu trong phái cải cách của nhà Thanh, toàn lực ủng hộ và giúp đỡ cho Thuận Trị Đế thực hiện cải cách, mạnh dạn dùng người Hán, xoa dịu bớt mâu thuẫn với giai cấp địa chủ của người Hán, chấm dứt quyển địa, giúp người dân có thể sinh hoạt bình thường trở lại. Theo "Thang Nhược Vọng truyện", khi Thuận Trị Đế phát hiện bản thân mắc bệnh đậu mùa từng muốn truyền ngôi cho An Thân vương Nhạc Lạc nên đã triệu Thang Nhược Vọng đến xin lời khuyên. Thang Nhược Vọng cho rằng ấu Đế lên ngôi chắc chắn sẽ ảnh hưởng đến tình hình chính trị, nhưng việc thay đổi Đế hệ cũng sẽ gây ra một cuộc khủng hoảng mới, vì vậy ông đã khuyên Thuận Trị Đế truyền ngôi cho con trai mình.

### Thời Khang Hi
Năm Khang Hi thứ 13 (1674), xảy ra Loạn Tam Phiên, Cảnh Tinh Trung và Ngô Tam Quế làm phản, xâm chiếm Giang Tây, Nhạc Lạc được phong làm Định Viễn Bình khấu Đại tướng quân, suất quân nam hạ bình loạn. Ông cho rằng, ngay lúc này chính diện đối đầu với Ngô Tam Quế, cho dù thắng lợi, đoạt lại được đất cũng khó mà giữ được; không bằng trước tấn công Giang Tây, lại chặt đứt liên hệ giữa Cảnh Tinh Trung và Ngô Tam Quế. Không lâu sau, ông chiếm giữ được toàn bộ Giang Tây, thừa thắng tiến thẳng đến Hồ Nam. Năm 1678, Ngô Tam Quế qua đời, thắng lợi của quân Thanh ở ngay trước mắt. Tháng 11 năm 1679, ông được triệu hồi về kinh sư và giao lại ấn Tướng quân cho Chương Thái. Tháng giêng năm sau, Khang Hi Đế hạ chiếu khen ngợi đại công của Nhạc Lạc. Khi ông về đến kinh sư, Khang Hi Đế đích thân đến nghênh đón ở hơn hai mươi dặm phía nam Cầu Lư Câu.
Năm Khang Hi thứ 20 (1681), ông tiếp tục chưởng quản Tông Nhân phủ. Đến tháng 7 năm 1688, thủ lĩnh của Chuẩn Cát Nhĩ là Cát Nhĩ Đan đem quân đi gây hấn với Khách Nhĩ Khách, Nhạc Lạc cùng với Giản Thân vương Nhã Bố đem theo hơn 500 quân đi Tô Ni Đặc trú phòng. Tháng 11, ông rút quân về kinh. Không đầy nửa năm sau, ông qua đời vào giờ Tuất ngày 24 tháng 2 (âm lịch) năm Khang Hi thứ 28 (1689), được truy thụy "Hòa" (和), tức Hòa Thạc An Hòa Thân vương.

### Sau khi qua đời
Tước vị của ông do con trai thứ năm là Mã Nhĩ Hồn thừa tập, sau vì con trai Mã Nhĩ Hồn là Hoa Di vô tự, tước vị không có người thừa tập rất nhiều năm. Đến năm Khang Hi thứ 39 (1700), Bối lặc Nặc Ni tố cáo Nhạc Lạc nghe lời xàm ngôn mà vu cáo tội bất hiếu, Nhạc Lạc bị hàng tước vị xuống Quận vương, tước bỏ thụy hiệu. Sau khi Ung Chính lên ngôi đã hạ chiếu không cho phép tước vị An Thân vương tiếp tục được thừa tập, lại trách phạt Nhạc Lạc là Phụ chính đại thần nhưng lại nịnh bợ phụ họa, thường xúc phạm Khang Hi. Năm Càn Long thứ 43 (1778), Càn Long Đế truy luận chiến công của A Ba Thái và Nhạc Lạc, phong cho cháu nội của Hoa Di là Kỳ Côn tập Phụ quốc công, thế tập võng thế.

## Tương quan
Cuối những năm Thuận Trị, trong các Thân vương, địa vị tương đối cao có thể kể tới Khang Thân vương Kiệt Thư, Hiển Thân vương Phú Thụ, Trang Thân vương Bác Quả Đạc, Giản Thân vương Đức Tắc (đều là Thiết mạo tử vương) và bản thân Nhạc Lạc. Tuy nhiên xét về bối phận, cả bốn người khác đều thấp hơn Nhạc Lạc một thế hệ, lại thêm Thuận Trị Đế cực kì tín nhiệm ông, vì vậy địa vị Nhạc Lạc có thể xem là đứng đầu trong chư Vương tông thất. Ông chủ trì hội nghị của Nghị chính Vương Đại thần, quyết định mọi quyết sách quốc sự, là một nhân vật quan trọng của bộ máy chính quyền trung ương của nhà Thanh.
Sau khi Thuận Trị Đế qua đời, ông cùng Kiệt Thư suất lĩnh các Bối lặc Đại thần ủng lập Tam a ca Huyền Diệp kế vị. Sau khi Khang Hi Đế tự mình thân chính, Nhạc Lạc đã phụng chỉ tra xét Ngao Bái và đồng đảng. Suốt những năm ông ở kinh sư, ông đều chấp chưởng sự vụ của Tông nhân phủ, đưa ra chế độ quản lý Tông thất cực kì đầy đủ, chịu trách nhiệm biên soạn phổ điệp.
Khi Loạn Tam phiên khởi phát, thế cục càng chuyển biến xấu. Năm 1674 Nhạc Lạc lúc này đã xấp xỉ 50 tuổi, thụ phong Định Viễn Bình khấu Đại tướng quân, suất quân thu phục Giang Tây, tiến vào Hồ Nam. Ngô Tam Quế trước sau điều động tất cả 10 vạn quân, tử thủ Trường Sa, giằng co với quân Thanh thời gian dài. 4 năm sau, Ngô Tam Quế qua đời ở Hành Châu (nay thành phố Hành Dương tỉnh Hồ Nam) làm thế cục ở Hồ Nam thay đổi. Nhạc Lạc suất đại quân tiến vào Trường Sa, lập sức chỉ huy quân đội phía tây nam, ngay tại cửa ngõ chiến lược của Hồ Nam và Quý Châu báo tin thắng lợi. Đây cũng là lần ra trận cuối cùng của ông.
Nhạc Lạc thu phục Hồ Nam, lại lần lượt bình định Lưỡng Quảng, Phúc Kiến, Chiết Giang, Tứ Xuyên, thắng lợi của quân Thanh đã ngã ngũ. Cuối năm, Khang Hi Đế triệu hồi ông về kinh, quân vụ giao lại cho cháu trai của ông là Chương Thái. Ông suất quân hơn 5 năm, kiến lập nên công trạng đặc biệt cao, đạt được đãi ngộ đặc biệt long trọng.

## Đánh giá
- Khang Hi Đế:[4]

| 1. 大开册府纪元功, 伐罪安民将略雄. 伫见天潢蒙上赏, 明光高宴赋彤弓. 2. 洞庭南岳尽提封, 九伐勋名勒景钟. 眼底穷荒皆赤子, 早销金甲劝三农 | 1. Đại khai sách phủ kỷ nguyên công, Phạt tội an dân tương lược hùng. Trữ kiến thiên hoàng mông thượng thưởng, Minh quang cao yến phú đồng cung. 2. Động đình nam nhạc tẫn đề phong, Cửu phạt huân danh lặc cảnh chung. Nhãn để cùng hoang giai xích tử, Tảo tiêu kim giáp khuyến tam nông |

- Triệu Nhĩ Tốn:

"国初开创, 栉风沐雨, 以百战定天下, 繄诸王是庸.
.

Quốc sơ khai sang, trất phong mộc vũ, dĩ bách chiến định thiên hạ, ê chư vương thị dong."
- Trịnh Quang Ứng

| “ | 国初海寇内犯, 而姚启圣, 施琅, 蓝理, 李之芳之将才出; 三藩同叛, 而岳乐, 穆占, 赵良栋, 梁化凤, 王进宝之将才出; 准噶内闯, 而超勇亲王策凌之将才出; 四部犂庭, 而兆惠, 明瑞之将才出; 金种捣穴, 而阿萨, 海兰察之将才出; 川楚征剿, 而额勒登保, 德楞泰, 杨遇春, 杨芳之将才出; 发, 捻等逆纵横扰乱, 而向, 张, 江, 塔, 罗, 李诸帅之将才出 . Quốc sơ hải khấu nội phạm, nhi Diêu Khải Thánh, Thi Lang, Lam Lý, Lý Chi Phương chi tướng tài xuất; tam phiên đồng bạn, nhi Nhạc Nhạc, Mục Chiêm, Triệu Lương Đống, Lương Hóa Phượng, Vương Tiến Bảo chi tướng tài xuất; chuẩn cát nội sấm, nhi Siêu Dũng Thân vương Sách Lăng chi tướng tài xuất; tứ bộ Lê Đình, nhi Triệu Huệ, Minh Thụy chi tướng tài xuất; kim chủng đảo huyệt, nhi A Tát, Hải Lan Sát chi tướng tài xuất; xuyên sở chinh tiễu, nhi Ngạch Lặc Đăng Bảo, Đức Lăng Thái, Dương Ngộ Xuân, Dương Phương chi tướng tài xuất; phát, niệp đẳng nghịch túng hoành nhiễu loạn, nhi Hướng, Trương, Giang, Tháp, La, Lý chư suất chi tướng tài xuất | ” |

## Tác phẩm
- Bình Tân Quán thư họa ký (平津馆书画记)
- Tùng Bích sơn phòng tập (丛碧山房集)
- Bát Kỳ họa lục (八旗画录)

## Gia quyến

### Thê thiếp
- Nguyên phối: Bác Nhĩ Tế Cát Đặc thị (博尔济吉特氏), con gái của Trát Tát Khắc Bối lặc Đổng Thái Thanh (董戴清). Sinh ba con trai và một con gái nhưng đều chết yểu.
- Kế thất: Nạp Lạt thị (纳喇氏), con gái của Khinh xa Đô quý Đạt Nhĩ Hô Tha (达尔呼他). Sinh Hòa Thạc Nhu Gia Công chúa.
- Tam Kế thất: Hách Xá Lý thị (赫舍里氏), con gái của Phụ chính đại thần Sách Ni. Sinh sáu con trai và bảy con gái.
- Trắc Phúc tấn:
  - Ngô Lạt Hán Triết Nhĩ Môn thị (吴喇汉哲尔门氏), không rõ xuất thân.
  - Ô Lương Hải Tế Nhĩ Mạc Đặc thị (乌亮海济尔莫特氏), con gái của Tháp bố nang Vạn Thả (万且).
  - Y Nhĩ Căn Giác La thị (伊尔根觉罗氏), con gái của Tử tước Tống Quách Đồ (宋郭图).
  - Bác Nhĩ Tế Cát Đặc thị (博尔济吉特氏), con gái của Đầu đẳng Thị vệ Tích Lạt (锡喇).
- Thứ Phúc tấn:
  - Lưu thị (刘氏), con gái của Lưu Phương Thanh (刘芳声).
  - Biện thị (卞氏), con gái của Biện Hỏa Phụng (卞化凤).
  - Chu thị (周氏), con gái của Chu Nhã Trụ (周雅住).
  - Bác Nhĩ Tế Cát Đặc thị (博尔济吉特氏), con gái của Đạt Mục Ba Lễ (达穆巴礼).
  - Trương thị (张氏), con gái của Trương Trại Gia (张赛诸).
  - Nạp Lạt thị (纳喇氏), con gái của Ân Đặc (恩特).
- Dắng thiếp:
  - Chiêm thị (詹氏), con gái của Chiêm Thụ Giao (詹绶交).
  - Du thị (俞氏), con gái của Du Đại (俞大).
  - Trương thị (张氏), con gái của Trương Nguyên Thông (张元聪).

### Hậu duệ
Nhạc Lạc có tất cả 20 con trai và 22 con gái nhưng phần lớn đều chết yểu, sống đến tuổi trưởng thành chỉ có sáu con trai và chín con gái, trong đó có tám người con đều là do Tam kế Phúc tấn Hách Xá Lý thị sinh.

#### Con trai
| #  | Danh hiệu                                     | Tên            | Tên     | Sinh | Mất  | Mẹ                                           | Ghi chú |
| #  | Danh hiệu                                     | Phiên âm       | chữ Hán | Sinh | Mất  | Mẹ                                           | Ghi chú |
| -- | --------------------------------------------- | -------------- | ------- | ---- | ---- | -------------------------------------------- | --- |
| 1  |                                               | Tha Tháp Hải   | 他塔海  | 1642 | 1651 | Đích Phúc tấn Bác Nhĩ Tế Cát Đặc thị         | Mất sớm, vô tự. |
| 2  |                                               | Đức Tố         | 德素    | 1643 | 1651 | Đích Phúc tấn Bác Nhĩ Tế Cát Đặc thị         | Mất sớm, vô tự. |
| 3  |                                               | A Đạt Hải      | 阿達海  | 1646 | 1646 | Đích Phúc tấn Bác Nhĩ Tế Cát Đặc thị         | Chết yểu |
| 4  |                                               | A Dụ Tích      | 阿裕錫  | 1657 | 1659 | Thứ Phúc tấn Biện thị                        | Chết yểu |
| 5  |                                               | A Bật Đạt      | 阿弼達  | 1657 | 1658 | Thứ Phúc tấn Chu thị                         | Chết yểu |
| 6  |                                               | Thanh Thịnh    | 靑盛    | 1658 | 1660 | Thứ Phúc tấn Lưu thị                         | Chết yểu |
| 7  |                                               | Đồ Lan Tất     | 圖蘭塞  | 1658 | 1660 | Thứ Phúc tấn Bác Nhĩ Tế Cát Đặc thị          | Chết yểu |
| 8  | Phụ quốc Tướng quân                           | Tắc Lăng Ngạch | 塞楞額  | 1658 | 1699 | Thứ Phúc tấn Trương thị                      | Được phong Tam đẳng Phụ quốc Tướng quân (1672) và Hộ quân Thống lĩnh (1694). Có bảy con trai.                                             |
| 9  |                                               | Nhã Đồ         | 雅圖    | 1659 | 1661 | Thứ Phúc tấn Chu thị                         | Chết yểu |
| 10 |                                               | Ngũ Thập Bát   | 五十八  | 1660 | 1661 | Thứ Phúc tấn Bác Nhĩ Tế Cát Đặc thị          | Chết yểu |
| 11 |                                               | Ngải Tư        | 艾滋    | 1660 | 1661 | Thứ Phúc tấn Trương thị                      | Chết yểu |
| 12 |                                               | Bố Nãi         | 布鼐    | 1661 | 1662 | Trắc Phúc Tấn Ô Lương Hải Tế Nhĩ Mạc Đặc thị | Chết yểu |
| 13 |                                               | Tăng Bảo       | 僧保    | 1661 | 1668 | Thứ Phúc tấn Lưu thị                         | Mất sớm, vô tự. |
| 14 |                                               | Mã Ni          | 瑪尼    | 1662 | 1664 | Tam kế Phúc tấn Hách Xá Lý thị               | Chết yểu |
| 15 | An Khác Quận vương                            | Mã Nhĩ Hồn     | 瑪爾琿  | 1663 | 1709 | Tam kế Phúc tấn Hách Xá Lý thị               | Được phong Thế tử vào năm 1677 và tập tước vào năm 1690. Có bốn con trai                                                                  |
| 16 | Dĩ cách Phụ quốc Tướng quân                   | Tắc Bố Lễ      | 塞布禮  | 1664 | 1721 | Thứ Phúc tấn Trương thị                      | Được phong Tam đẳng Phụ quốc Tướng quân (1678) nhưng bị cách tước (1708). Từng nhậm chức Hộ quân Thống lĩnh (1701–1708). Có tám con trai. |
| 17 | Dĩ cách Hi Quận vương Phụng ân Trấn quốc công | Kinh Hi        | 經希    | 1668 | 1717 | Tam kế Phúc tấn Hách Xá Lý thị               | Được phong Hi Quận vương (1682) nhưng bị giáng làm Phụng ân Trấn quốc công (1700). Có sáu con trai.                                       |
| 18 | Dĩ cách Cần Quận vương                        | Uẩn Đoan       | 蘊端    | 1670 | 1704 | Tam kế Phúc tấn Hách Xá Lý thị               | Được phong Cần Quận vương (1684) nhưng bị giáng làm Bối tử (1690) rồi bị cách tước (1698). Có một con trai.                               |
| 19 |                                               | Vụ Nhĩ Chiêm   | 務爾占  | 1672 | 1724 | Tam kế Phúc tấn Hách Xá Lý thị               | Từng được phong làm Bối tử nhưng bị truất đi tư cách tông thất vào năm 1723 vì liên quan đến đảng phái của Dận Tự. Có hai con trai        |
| 20 |                                               | Tán Trát       | 贊扎    | 1673 | 1675 | Tam kế Phúc tấn Hách Xá Lý thị               | Chết yểu. |

#### Con gái
| #  | Danh hiệu                  | Sinh | Mất  | Mẹ                                          | Hôn phu                                                                     | Ghi chú |
| -- | -------------------------- | ---- | ---- | ------------------------------------------- | --------------------------------------------------------------------------- | --- |
| 1  |                            | 1644 | 1649 | Đích Phúc tấn Bác Nhĩ Tế Cát Đặc thị        |                                                                             | Mất khi chưa lập gia đình |
| 2  | Hòa Thạc Nhu Gia Công chúa | 1652 | 1673 | Kế Phúc tấn Nạp Lạt thị                     | Cảnh Tụ Trung – em trai Tĩnh Nam vương Cảnh Tinh Trung                      | Được Thuận Trị Đế nuôi dưỡng trong cung, nhận làm dưỡng nữ, phong Công chúa. Năm 1663 kết hôn. Có một con gái gả cho Nạp Lan Quỹ Tự – con trai Nạp Lan Minh Châu |
| 3  |                            | 1653 | ?    | Thứ Phúc tấn Lưu thị                        | Thường Bảo (常保), Nạp Lạt thị.                                             | |
| 4  |                            | 1656 | 1664 | Trắc Phúc tấn Ngô Lạt Hán Triết Nhĩ Môn thị |                                                                             | Mất khi chưa lập gia đình |
| 5  |                            | 1658 | 1658 | Trắc Phúc tấn Ngô Lạt Hán Triết Nhĩ Môn thị |                                                                             | Chết yểu |
| 6  |                            | 1659 | ?    | Thứ Phúc tấn Lưu thị                        | Nại Hồn (奈浑), Y Nhĩ Căn Giác La thị                                       | |
| 7  | Hòa Thạc Cách cách         | 1659 | ?    | Trắc Phúc tấn Ngô Lạt Hán Triết Nhĩ Môn thị | Minh Thượng (明尚), Quách Lạc La thị                                        | Có một con gái là Đích Phúc tấn của Dận Tự. |
| 8  |                            | 1659 | 1661 | Dắng thiếp Chiêm thị                        |                                                                             | Chết yểu |
| 9  |                            | 1660 | 1662 | Thứ Phúc tấn Nạp Lạt thị                    |                                                                             | Chết yểu |
| 10 |                            | 1663 | 1665 | Thứ Phúc tấn Bác Nhĩ Tế Cát Đặc thị         |                                                                             | Chết yểu |
| 11 | Hòa Thạc Cách cách         | 1664 | ?    | Tam kế Phúc tấn Hách Xá Lý thị              | Tán kị Thị lang Nãi Cách (鼐格), Nạp Lạt thị                                | |
| 12 |                            | 1665 | 1667 | Thứ Phúc tấn Trương thị                     |                                                                             | Chết yểu |
| 13 |                            | 1665 | 1684 | Tam kế Phúc tấn Hách Xá Lý thị              |                                                                             | Mất khi chưa lập gia đình |
| 14 |                            | 1666 | 1667 | Dắng thiếp Du thị                           |                                                                             | Chết yểu |
| 15 | Đa La Cách cách            | 1667 | ?    | Tam kế Phúc tấn Hách Xá Lý thị              | Thổ Mặc Thổ Đặc Bối lặc Ngạch Nhĩ Đức Mục Đồ (额尔德穆图), Ngô Lạt Hán thị. | |
| 16 |                            | 1668 | ?    | Thứ Phúc tấn Chu thị                        | Nhị đẳng Thị vệ Mục Thải (穆采), Nạp Lạt thị                                | |
| 17 |                            | 1669 | 1690 | Trắc Phúc tấn Ngô Lạt Hán Triết Nhĩ Môn thị |                                                                             | Mất khi chưa lập gia đình |
| 18 |                            | 1669 | 1671 | Tam kế Phúc tấn Hách Xá Lý thị              |                                                                             | Chết yểu |
| 19 | Đa La Cách cách            | 1670 | ?    | Tam kế Phúc tấn Hách Xá Lý thị              | Tịch Nạp Hải (席纳海), Nạp Lạt thị                                          | |
| 20 |                            | 1674 | 1677 | Thứ Phúc tấn Chu thị                        |                                                                             | Chết yểu |
| 21 |                            | 1674 | 1683 | Dắng thiếp Trương thị                       |                                                                             | Mất khi chưa lập gia đình |
| 22 |                            | 1674 | 1675 | Tam kế Phúc tấn Hách Xá Lý thị              |                                                                             | |
| 23 | Đa La Cách cách            | 1683 | 1699 | Tam kế Phúc tấn Hách Xá Lý thị              | Thị Minh (侍明), Qua Nhĩ Giai thị.                                          | |

## Trong văn hóa đại chúng
Nhạc Lạc từng được đóng bởi Vương Huy (王辉) trong bộ phim Thiếu niên thiên tử (少年天子) năm 2003 và 2005.